# Vasyl Ivančuk
Vasyl Mychajlovyč Ivančuk (ukrajinsky Василь Михайлович Іванчук, rusky Vasilij Ivančuk; * 18. březen 1969, Kopyčynci, Ternopilská oblast) je ukrajinský šachový velmistr, jehož současné FIDE Elo k červnu 2020 činí 2678, a je tak na 60. místě žebříčku nejlepších aktivních šachistů. Z ukrajinských šachistů má Elo 4. nejvyšší. V žebříčku byl nejvýše v říjnu 2007, kdy byl druhý s ratingem Elo 2787. Hrál na první šachovnici za Ukrajinu, když v roce 2004 vyhrála šachovou olympiádu. V roce 2016 vyhrál v Dauhá mistrovství světa v rapid šachu.
Vyhrál turnaje jako Gibraltarský šachový festival, Šachový turnaj v Linaresu či Šachový turnaj ve Wijku aan Zee.
V roce 2013 obdržel Řád knížete Jaroslava Moudrého.